# 6th Infantry Division (United States Army)
La 6th Infantry Division (6ª Divisione di fanteria) è stata una divisione di fanteria dell'esercito degli Stati Uniti che ha partecipato alla prima guerra mondiale, alla seconda guerra mondiale e alla guerra del Golfo prima di essere poi disattivata il 6 luglio 1994.